# Кардаил (станция)

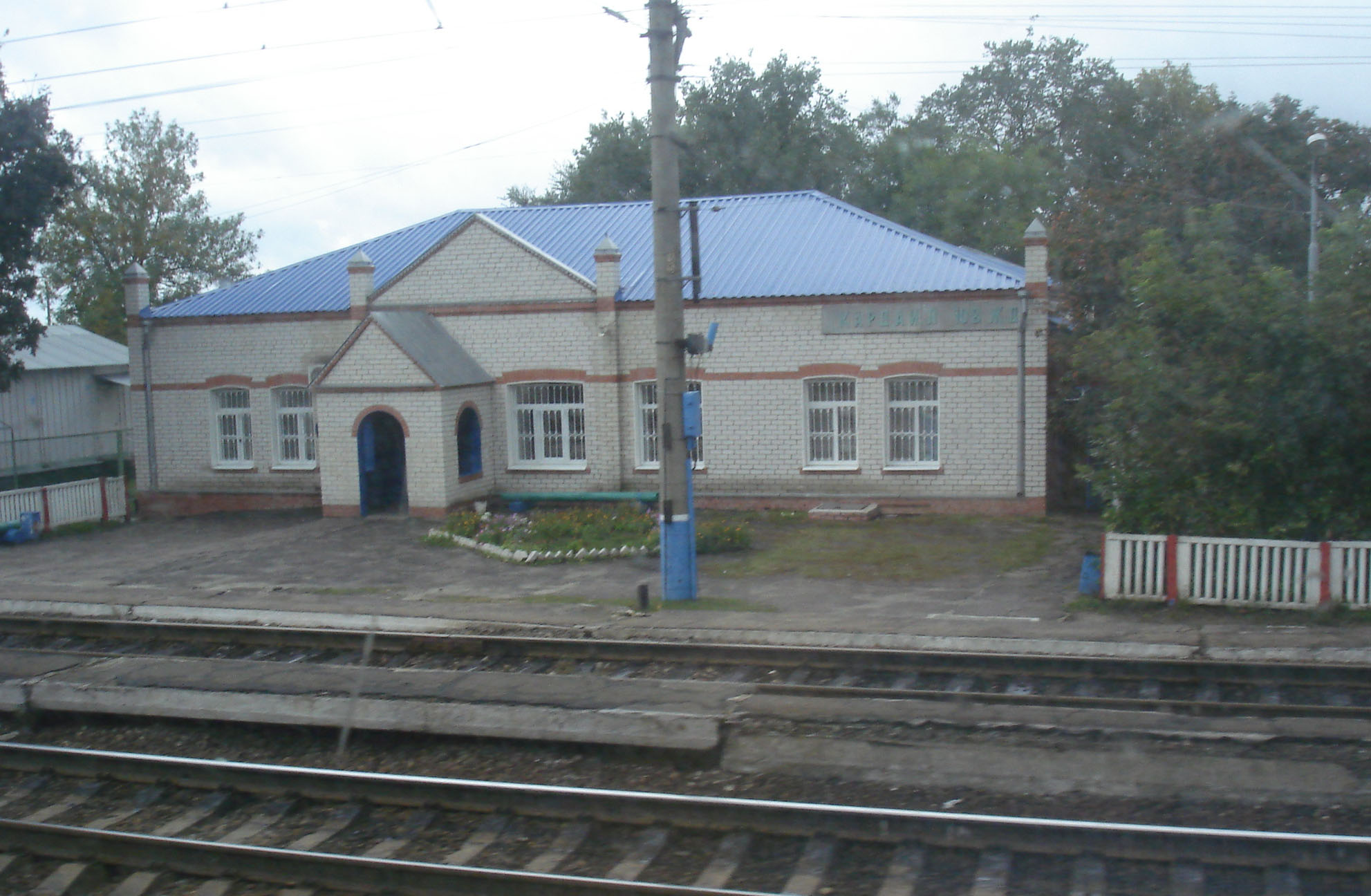
Здание станции после ремонта

Кардаи́л — железнодорожная станция Юго-Восточной железной дороги в селе Пески Поворинского района Воронежской области.
Станция с 2019 года относится к Мичуринскому региону дороги, ранее относилась к Ртищевскому отделению.

## Деятельность
На станции осуществляются:
- продажа пассажирских билетов;
- приём и выдача багажа;
- приём и выдача вагонных грузов (имеются открытые площадки, подъездные пути).

## История
Исторически сложилось так, что название станции Кардаил, а находится она в селе Пески. В 14 км восточнее село Кардаиловка
Благодаря тому, что в конце XIX века в селе было намечено строительство мельницы, через Пески пролегла железная дорога. Уже осенью 1905 года мельница дала свою первую продукцию. Построена мельница фирмой «Добр. и Набр.», её владельцем было «Товарищество мукомолов при станции Кардаил».